# Li Shan

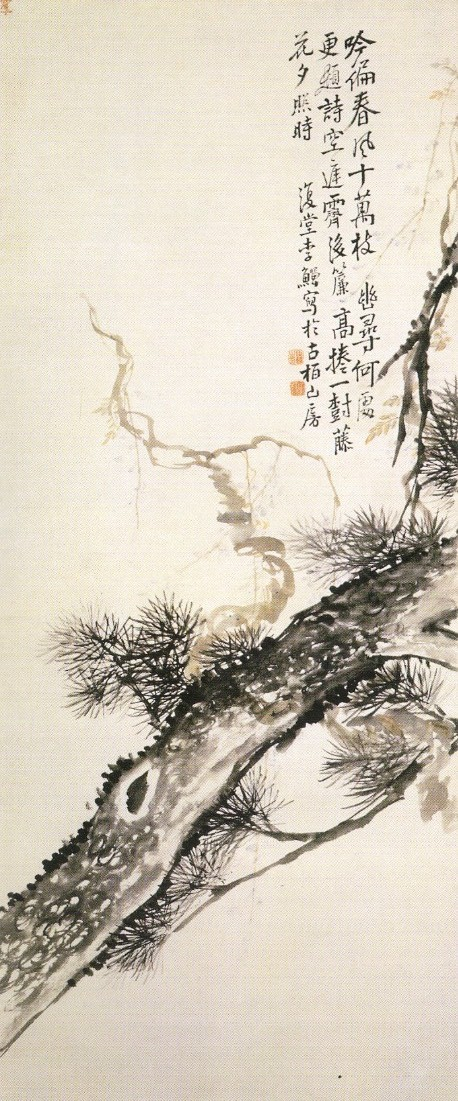
Pin et Glycine 1730, par Li shan

Li Shan ou Li Chan, surnom : Zongyang, nom de pinceau : Futang est un peintre chinois du XVIIIe siècle né en 1686 à Yangzhou (province du Jiangsu) et mort en 1762.

## Les Huit excentriques deYangzhou
Peintre de figures, oiseaux, paysages et fleurs, Li Shan fait partie du groupe des Huit Excentriques de Yangzhou (Yangzhou Baguai). Vivant tous à Yangzhou, ils se retrouvent chez les commerçants enrichis dans le négoce du sel et autres denrées et se font, fortune faite, protecteurs des arts, se concurrençant jusque dans ce mécénat. Ainsi règne-t-il un climat très particulier à Yangzhou, et les artistes lui doivent une précieuse liberté de créer. Li Shan fait preuve d'une habilité technique certaine et d'un grand sens de la couleur. En 1711, il reçoit le rang de licencié (juren) à la capitale provinciale.
Selon le Registre des Bateaux Fleuris de Yangzhou (Yangzhou huafang lu, 1795), un livre qui recense les peintres célèbres de cette ville, plus de cent peintres de renom y exercent leur activité aux périodes Kangxi, Yongzheng et Qianlong. Parmi eux figurent les Huit Excentriques de Yangzhou (Li Shan, Wang Shishen, Jin Nong, Huang Shen, Li Fangying, Zheng Xie, Gao Xiang et Luo Ping). Ils impriment de nouvelles idées et techniques à la peinture d'oiseaux-et-fleurs, de bambous et de rochers, qui favorisent la pleine expression de l'individualité de l'artiste, et exercent une influence profonde sur les peintres des générations suivantes. Chacun de ces artistes met l'accent sur l'expression et la perfection de la personnalité individuelle, refusant de suivre les règles établies de quelque peintre ou école que ce soit.

## Biographie
Li Shan est l'aîné des Huit Excentriques. Né dans une famille fortuné de Xinghua, dans l'actuelle province du Jiangsu, il suit la voie habituelle des lettrés, passe les examens de la fonction publique et obtient le grade de licencié provincial en 1711. Il se rend à  Gubeikou, dans l'actuelle province de Hebei, où il est reçu en audience par l'empereur Kangxi. Li sert ensuite comme fonctionnaire du gouvernement local à Linzi et à Tenxian, dans la province du Shandong, jusqu'à ce qu'il est démis de ce poste en 1740, sous le règne de l'empereur Qianlong. Après avoir été témoin de la corruption et de la malhonnêteté sévissant dans la fonction publique, Li se retire à Yangzhou où il prend plaisir à la poésie, à la peinture et aux livres, et vit de la vente de ses tableaux. C'est là qu'il devient l'ami intime de deux autres peintres du groupe des Huit Excentriques, Zheng Xie et Li Fangying.

## Formation sous influence
Les poèmes et peintures de Li shan expriment indirectement son mécontentement à l'égard de la réalité. Il est surtout renommé pour ses peintures de fleurs, plantes, bambous et rochers. À ses débuts dans le métier, il imite la manière de Jiang Tingxi, un célèbre peintre de fleurs au style méticuleux et réaliste. Guidé aussi par Gao Qipei, un artiste peignant avec ses doigts qui contribue à établir et à définir une technique qui n'est pratiquée que de façon sporadique, Li apprend à peindre dans un style libre. Dans sa période de maturité, ses œuvres et son style, profondément influencés par Xu Wei de la dynastie des Ming, acquièrent de la liberté et du naturel.

## Poésie nostalgique
Pin et glucine représente un vieux pin à l'écorce rugueuse et au feuillage dense. L'arbre occupe la diagonale, tandis que la glycine grimpe en s'enroulant autour du tronc. C'est un rouleau mural peint à l'encre, avec juste une légère nuance de couleur. Comme dans la plupart de ses œuvres, peinture, calligraphie et poésie se combinent pour former un tout indissociable. Le poème, inscrit sur le côté supérieur droit de la peinture, dit :
Après avoir loué toutes les fleurs exubérantes du printemps,
Que puis-je trouver à chanter en ce lieu paisible ?
Dans ma cour déserte, le soleil a surgi après la pluie et les stores ont été levés,
La glycine est en pleine floraison sous le feu du soleil couchant.
L'artiste oppose les fleurs exubérantes du printemps au calme du lieu et à la glycine embrasée par les feux du couchant, pour exprimer sa nostalgie et son amertume vis-à-vis de ce qui a jadis été. À travers le poème et la personnalisation des fleurs et de l'arbre, le peintre-poète évoque ses sentiments à l'égard de sa révocation officielle. Lotus dans le vent représente des plants de lotus aux fleurs et aux feuilles oscillant dans le vent, tandis que le poème complète la signification de l'œuvre :
Les feuilles de lotus n'étaient pas souillées par la boue,
Ainsi furent-elles peintes à l'encre noire.
La nuit dernière, les nuages étaient épais,
J'ai peint dans ma chaumière, parmi les brumes de l'orage.
L'artiste, qui subit une déconvenue, refuse de se soumettre. Comme le lotus, qui sort immaculé de la boue, il garde son intégrité dans les circonstances adverses.

## Musées
- Beijing (Mus. du palais impérial):
  - Pin et Glycine, rouleau mural, encre et couleur sur papier. Daté 1730. 124x62,6cm.
- Paris Mus. Guimet:
  - Fleurs de prunus, encre sur papier,
- Pékin (Musée du Palais) :
  - Vieux pins et plantes grimpantes, 1730.
  - Études de fleurs, six feuilles d'album.
- Shanghai :
  - Couleurs de printemps 1754, rouleau en hauteur, couleurs sur papier.
- Stockholm  (Nat. Mus.):
  - Narcisse et laurier rose, signé et daté 1749.
  - Vieux tronc d'arbre, signé et accompagné d'un poème.
- Tōkyō  (Nat. Mus.):
  - Pivoines, rouleau en hauteur, couleurs sur papier.
  - Pins, encre et couleurs légères sur papier ? Rouleau en hauteur.